# Arrondissement Châteaulin
Das Arrondissement Châteaulin ist eine Verwaltungseinheit des französischen Départements Finistère in der Region Bretagne. Hauptort (Sitz der Unterpräfektur) ist Châteaulin.

## Verwaltung

### Kantone
Im Arrondissement gibt es vier Wahlkreise (Kantone):
- Kanton Briec (mit 13 von 18 Gemeinden)
- Kanton Carhaix-Plouguer
- Kanton Crozon (mit 17 von 18 Gemeinden)
- Kanton Pont-de-Buis-lès-Quimerch (mit 4 von 17 Gemeinden)

### Gemeinden
Die Gemeinden des Arrondissements Châteaulin sind:
| 1. Argol (29001)                      | 2. Berrien (29007)          | 3. Bolazec (29012)              | 4. Botmeur (29013)          |
| 5. Brasparts (29016)                  | 6. Brennilis (29018)        | 7. Camaret-sur-Mer (29022)      | 8. Carhaix-Plouguer (29024) |
| 9. Cast (29025)                       | 10. Châteaulin (29026)      | 11. Châteauneuf-du-Faou (29027) | 12. Cléden-Poher (29029)    |
| 13. Le Cloître-Pleyben (29033)        | 14. Collorec (29036)        | 15. Coray (29041)               | 16. Crozon (29042)          |
| 17. Dinéault (29044)                  | 18. Le Faou (29053)         | 19. La Feuillée (29054)         | 20. Gouézec (29062)         |
| 21. Huelgoat (29081)                  | 22. Kergloff (29089)        | 23. Landeleau (29102)           | 24. Landévennec (29104)     |
| 25. Lannédern (29115)                 | 26. Lanvéoc (29120)         | 27. Laz (29122)                 | 28. Lennon (29123)          |
| 29. Leuhan (29125)                    | 30. Lopérec (29139)         | 31. Loqueffret (29141)          | 32. Lothey (29142)          |
| 33. Motreff (29152)                   | 34. Pleyben (29162)         | 35. Ploéven (29166)             | 36. Plomodiern (29172)      |
| 37. Plonévez-du-Faou (29175)          | 38. Plonévez-Porzay (29176) | 39. Plounévézel (29205)         | 40. Plouyé (29211)          |
| 41. Pont-de-Buis-lès-Quimerch (29302) | 42. Port-Launay (29222)     | 43. Poullaouen (29227)          | 44. Roscanvel (29238)       |
| 45. Rosnoën (29240)                   | 46. Saint-Coulitz (29243)   | 47. Saint-Goazec (29249)        | 48. Saint-Hernin (29250)    |
| 49. Saint-Nic (29256)                 | 50. Saint-Rivoal (29261)    | 51. Saint-Ségal (29263)         | 52. Saint-Thois (29267)     |
| 53. Scrignac (29275)                  | 54. Spézet (29278)          | 55. Telgruc-sur-Mer (29280)     | 56. Trégarvan (29289)       |
| 57. Trégourez (29291)                 |                             |                                 |                             |

## Neuordnung der Arrondissements 2017

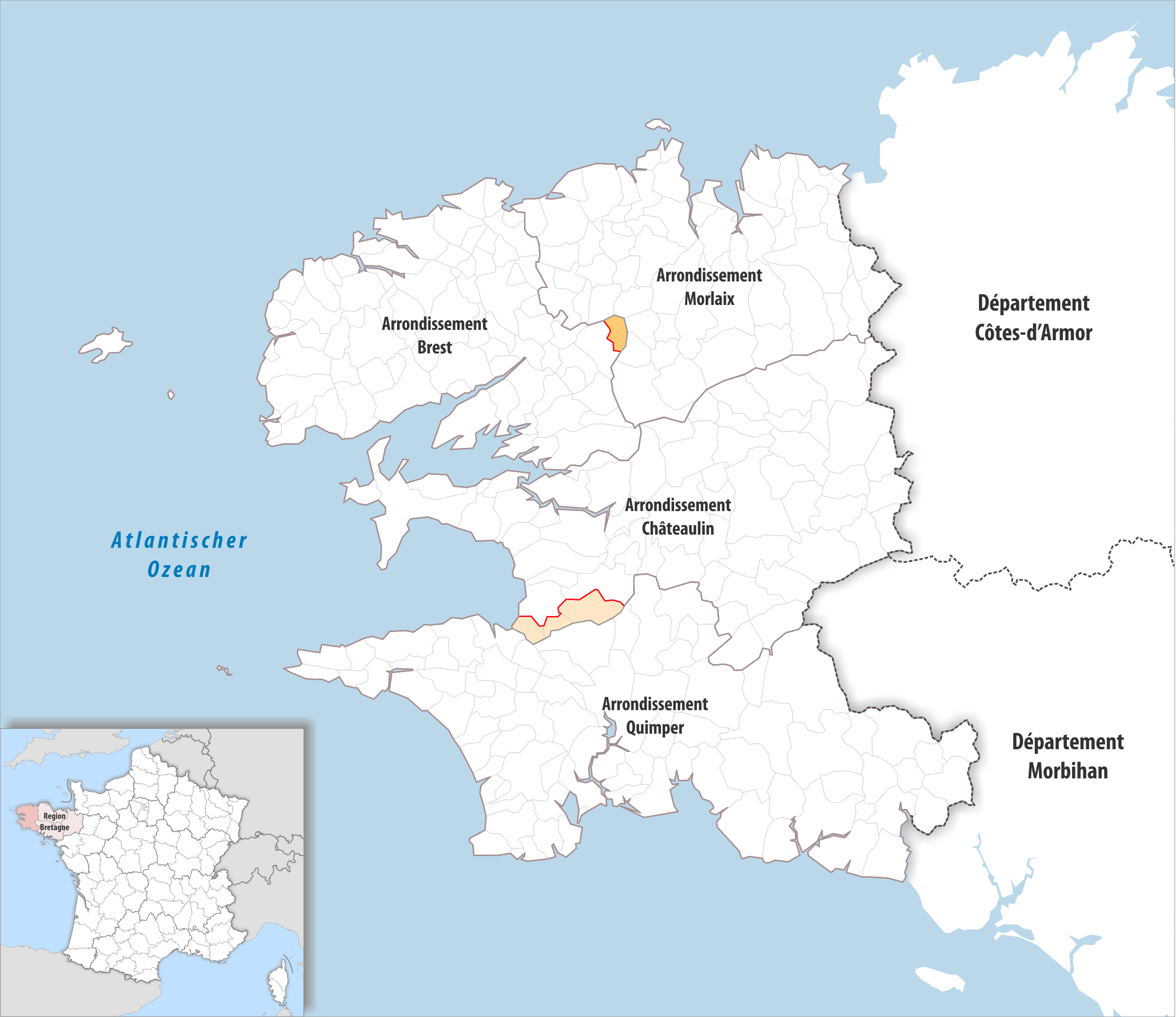
Arrondissementsanpassungen im Jahr 2017

Durch die Neuordnung der Arrondissements im Jahr 2017 wurden die drei Gemeinden Kerlaz, Locronan und Quéménéven aus dem Arrondissement Châteaulin dem Arrondissement Quimper zugewiesen.

## Ehemalige Gemeinden seit der landesweiten Neuordnung der Arrondissements
bis 2018: Poullaouen, Locmaria-Berrien